# Ангел Чешмеджиев
Ангел Стоянов Чешмеджиев е български общественик, патриот, парламентарист и деен участник в борбата за освобождението на Добруджа.

## Биография
Ангел Чешмеджиев е роден на 5 ноември 1880 г. в гр. Тутракан. През 1895 г. учи в Русе като стипендиант на общината. През 1900 г. завършва финансово-икономически науки в Букурещ. Работи като финансов инспектор в Сливен и други селища. Бил е последователно подначалник на отделение в Министерството на просветата, началник на отделение в Министерството на правосъдието и началник на държавно-стопанския отдел на Светия Синод. През 1908 г. се оженва за Женика (Жана) Димитрова Газуркова, дъщеря на бившия кмет на Тутракан Димитър Газурков.
Ангел Чешмеджиев развива широка обществена дейност. Той е един от изтъкнатите участници и ръководители в борбите за освобождение на Добруджа. След окупацията на Южна Добруджа дълги години е председател на Съюза на културно-просветните дружества „Добруджа“, подпредседател на Добруджанския културен институт.
Обявен е за почетен гражданин на Тутракан с решение от 12 юли 1943 г.
Избран е за народен представител в XXV ОНС. Член е на парламентарната комисия, която подпомага работата на Министерството на външните работи и вероизповеданията и на комисията по проверка на изборите.
Заедно с цялото си семейство загива при бомбардировките на София на 10 януари 1944 г. След смъртта му се учредява комитет за увековечаване на паметта му. Решено е да се издаде сборник с негови речи и публикации, да се направят негови бюстове в София и Русе, а в Тутракан да му се издигне паметник.
Въпреки заслугите му към региона и уважението, с което се ползва сред населението, Народният съд посмъртно го осъжда на смърт. Реабилитиран е посмъртно в наши дни. С решение на Общински съвет в Тутракан е преименувана улица на неговото име.
Ангел Чешмеджиев е работи рамо до рамо с дейците на ВДРО за свободата на Добруджа: Стефан Боздуганов, Иван Хаджииванов и други и е приятел с всички тях. Мъката му при кончината на Стефан Боздуганов е огромна. Уважението му към този добруджански герой личи от словото на Ангел Чешмеджиев при отбелязване на 9 дни от смъртта на Стефан Боздуганов.